# 288-й отдельный сапёрный батальон
288-й отдельный сапёрный батальон  — воинская часть в  вооружённых силах СССР во время Великой Отечественной войны.

## История
В составе действующей армии с 22 июня 1941 по 2 августа 1941 года.
На 22 июня 1941 года постоянно дислоцировался в Витебске. входя в 21-го стрелковый корпус. Однако личный состав батальона в основном находился на строительстве оборонительных рубежей на западной границе и с начала войны батальон доформируется. Личный состав, находившийся на границе в основном пропал без вести. 29 июня 1941 года из состава Витебского гарнизона передан в подчинение 153-й стрелковой дивизии и в дальнейшем, участвовал в боях в её составе.
Так, на 3 июля 1941 года обустраивает рубеж обороны Гнездиловичи, Липно, Шашки, Александрово, Мазурово в Сенненском районе. В середине июля 1941 года попадает в окружение южнее Витебска, 17-18 июля 1941 года прорывается из окружения, форсируя реку Черница  22 июля 1941 года ведёт бои близ шоссе Витебск — Смоленск, в дальнейшем отступает севернее Смоленска к Днепру, где очевидно какие-то остатки батальона сумели переправиться через Днепр в районе Ратчино 
2 августа 1941 года расформирован.

## Другие инженерные и сапёрные части с тем же номером
- 288-й отдельный инженерный батальон
- 288-й отдельный инженерно-сапёрный батальон